# Candy Roxx
Candy Roxx, svenskt glamrockband från Nykvarn bildat 1983 av Max Brunzell 1961- alias "Max Newman", Ulf Waldekrantz 1963- alias "Sebastian Gant", Johan Malmgren 1965- alias "Kid Tiffany", Johan Boding 1966- alias "Joan Strauss", Rex Gisslén 1964- alias "Rex Luger" och Mats Ingwall 1965- alias "Rio". 
Candy Roxx skapades ur ett ordinärt popband i tradition av Magnum Bonum, Intermezzo, Noice etc av framförallt Max Brunzell och Ulf Waldekrantz som vid tidpunkten var juniorreporter på den lokala dagstidningen. Waldekrantz hade funderingar kring lansering via press, starkt inspirerad av Malcolm McLaren. Resultatet blev uppseendeväckande bilder i tidningen OKEJ, bilder med groupies, ormar och de mycket välkända bilkrossarbilderna. 1983 var bandet tänkta att spela huvudrollerna i en uppföljare till skräckfilmen Blödaren, som skulle vara en pastisch på filmen Mad Max 2, vilken bandet tyckte mycket om. Tyvärr blev projektet aldrig av. Tidigt 1984 ersattes "Rio" av Tord Pettersson alias Raven Peterson och "Rex" av Mats Johansson alias "Randy Johansen". Rex Gisslén bildade då gruppen Shanghai som fick flera hits, bland annat Africa & Ballerina, Gisslén startade sedan en kortlivad solokarriär där han placerade en singel på topplistan - Angelina Angeleyes. Candy Roxx genomförde 1984 en omfattande turné på Island som mottogs med blandat resultat. De bytte skivbolag från Polygram till Sanji Tandans bolag Tandan Records. Candy Roxx hade under dessa år ett tätt samarbete med glitter twins, alltså Peo Thyrén (Noice, Easy Action, Sha-boom) och Kee Marcello (Noice, Easy Action, Europe) som både producerade och skrev stora delar av materialet. Bandet genomförde även några turnéer som förband, bland annat den ökanda turnén 1984 med Johnny Thunder ex New York Dolls, turnén kantades av skandaler och knarkrazzior. Hösten 1984 släpptes deras album i flera engelsktalande länder, bl.a. England & USA, bandet försökte följa upp skivsläppet, men misslyckades fullständigt. Waldekrantz lämnade bandet på sommaren 1985 för att börja som journalist på OKEJ. Bandet fortsatte fram till början av 1986. De medverkade även på Swedish Metal Aid. Bandet har återförenats vid några tillfällen, 1994, 2000 och 2004 med Brunzell och Boding som drivande. Rock-gitarristen och sångaren Paul Stanley från Kiss har sagt i LT ungdom 1983 att Candy Roxx är Sveriges bästa band.

## Diskografi
EP
- 1984 – Sex & Leather (Tandan Records)
- 1985 –  Sex & Leather (U.K version) (Music For Nations/Sword)

Singlar
- 1983 – "Signal" / "Som en satellit" (Polygram/Mercury)
- 1984 – "Tomorrow and Tonight" / "Church Go-Go" (Polygram/Mercury)